# 대한민국 민법 제821조
대한민국 민법 제821조는 혼인의 성립에 대한 민법 친족법 조문이었다.

## 조문
제821조(혼인의 성립) 혼인은 가족관계의 등록 등에 관한 법률에 정한 바에 의하여 신고함으로써 그 효력이 생긴다.

## 같이 보기
- 혼인